# جاك بريسلن
جاك بريسلن (بالإنجليزية: Jack Breslin)‏ هو لاعب كرة قدم بريطاني في مركز الدفاع، ولد في 6 أبريل 1997. لعب مع نادي سلتيك.